# Atomenergomash
Atomenergomash est une filiale d'Atomenergoprom, la société d'État responsable de la mise en œuvre de la stratégie nucléaire civile en Russie. Fondée en 2006, elle est issue du groupe TVEL, le principal équipementier des sites nucléaires civils russes.

## Domaine d'activité
Son domaine d'activité est la conception et l'équipement des installations nucléaires civiles destinées à la production d'électricité. La société a été créée pour livrer, assembler et faire la maintenance des équipements pour centrales nucléaires. 
Nota : il existe aussi en Ukraine une entreprise de même nom et d'activité similaire qui est une filiale de Energoatom.

## Coopération internationale
Le groupe industriel français Alstom et le russe Atomenergomash ont finalisé en juin 2007 un accord pour la création d'une société commune spécialisée dans la production d'îlots conventionnels (turbines) pour les centrales nucléaires russes.
La société commune dénommée JSC Alstom Atomenergomash est détenue à 51 % par Atomenergomash et à 49 % par Alstom. Elle est installée à Podolsk, à 50 km au sud de Moscou.
L'activité portera sur l'équipement de l'îlot conventionnel des centrales nucléaires. La société bénéficiera d'un transfert de technologie de la part d'Alstom pour la technologie des turbines à demi-vitesse « Arabelle » d'Alstom. Les turbines produites seront livrées aux sites russes dans le cadre d’un programme fédéral de développement du nucléaire civil jusqu’en 2015, ainsi qu’aux centrales construites à l’étranger suivant les technologies russes. 